# Nordwestdeutschland

Positionskarte von Nordwestdeutschland (Länder Bremen, Schleswig-Holstein, Niedersachsen, Hamburg) mit Gewässern

Als Nordwestdeutschland wird meist der westliche Teil von Norddeutschland bezeichnet, politisch z. B. die Bundesländer Schleswig-Holstein, Hamburg, Bremen und Niedersachsen. Der Abgrenzung zu benachbarten Gebieten liegen verschiedene Kriterien und Definitionen zugrunde.

## Verschiedene Definitionen und ihre Kriterien

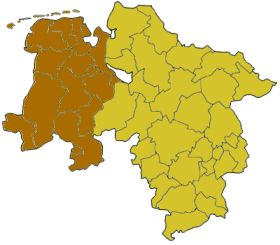
Ehemaliger Regierungsbezirk Weser-Ems in Niedersachsen

### Kriterium Verwaltungsgrenzen im 20. und 21. Jahrhundert
In der am häufigsten verwendeten, relativ engen Bedeutung bezieht sich der Begriff auf den ehemaligen niedersächsischen Regierungsbezirk Weser-Ems, der durchweg westlich der Weser liegt, sowie auf Bremen. Auch das östlich der Weser gelegene Umland Bremens und die links der Weser gelegenen Gebiete des ehemaligen Regierungsbezirks Hannover werden in einer etwas weiteren Verwendung des Begriffs als Teile Nordwestdeutschlands betrachtet.
Auch im Nachkriegsdeutschland diente der Begriff Nordwestdeutschland zur Benennung einer real existierenden politischen Einheit, nämlich der Britischen Besatzungszone. Die Bezeichnung für den von der britischen Besatzungsmacht ins Leben gerufenen Nordwestdeutscher Rundfunk ist Ausdruck dieses Begriffsverständnisses. Analog wurde im Südwesten Deutschlands der Südwestfunk gegründet, dessen Sendegebiet sich mit dem Gebiet der Französischen Besatzungszone deckte. Stillschweigend wurde zumeist Bremen Nordwestdeutschland zugerechnet, obwohl es nach 1945 in der Amerikanischen Besatzungszone lag.
Die Annahme, das nördliche Rheinland gehöre noch zu Nordwestdeutschland, ist dem Aufsatztitel: „Die Nachsiedlerschichten im nordwestdeutschen Raum und ihre Bedeutung für die Kulturlandschaftsentwicklung unter besonderer Berücksichtigung der Kötter im Niederbergischen Land“ zu entnehmen.

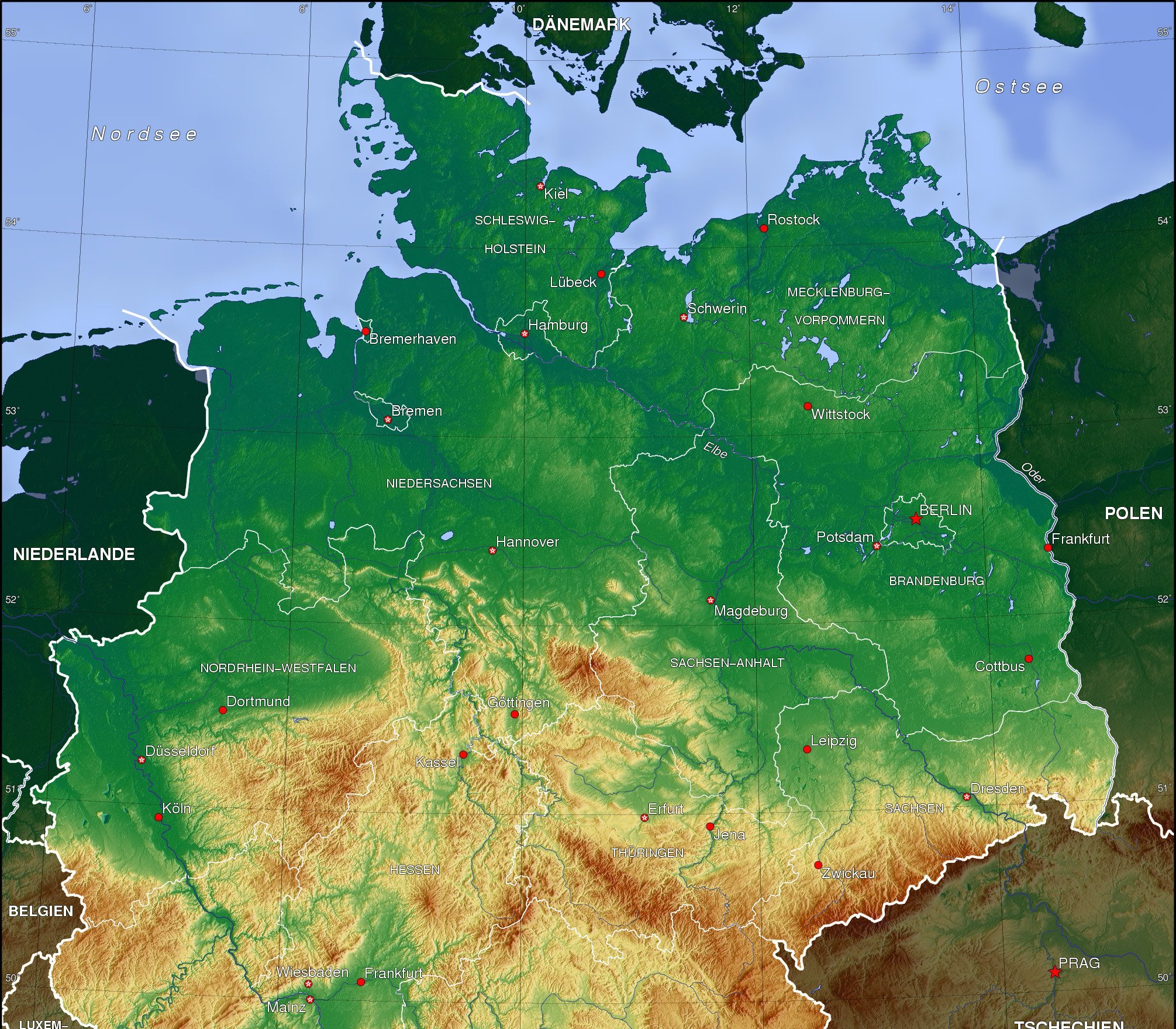
Das Norddeutsche Tiefland ist grün eingefärbt

### Kriterium Physische Geographie
Als Nordwestdeutschland werden unabhängig von Verwaltungsgrenzen, ausgehend von der Landschaftsform, in einem engeren Sinn die überwiegend tief gelegenen Gebiete des Norddeutschen Tieflandes westlich der Weser und nördlich der Mittelgebirgsschwelle (des Wiehengebirges) bezeichnet, also auch z. B. der Nordteil des ostwestfälischen Kreises Minden-Lübbecke. In einem weiteren Wortsinn gehören auch die nördlich der Lippe oder der Haarstrang sowie deren gedachter Verlängerung nach Osten gelegenen Gebiete zu Nordwestdeutschland, da auch die Westfälische Bucht Teil des Norddeutschen Tieflandes ist.

### Kriterium Traditionelle Siedlungsgebiete der Sachsen und Friesen

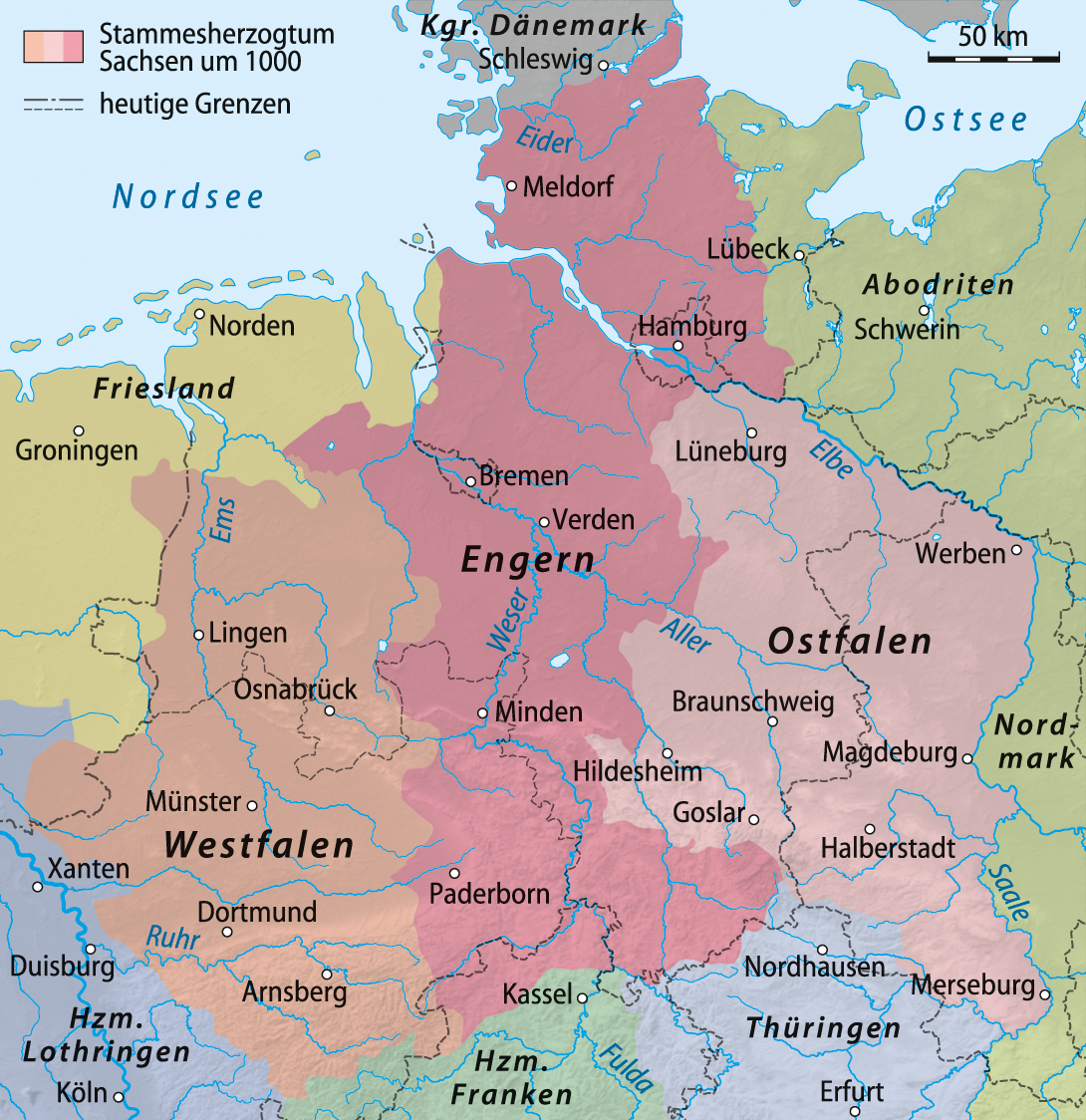
Stammesgebiet der Sachsen um 1000

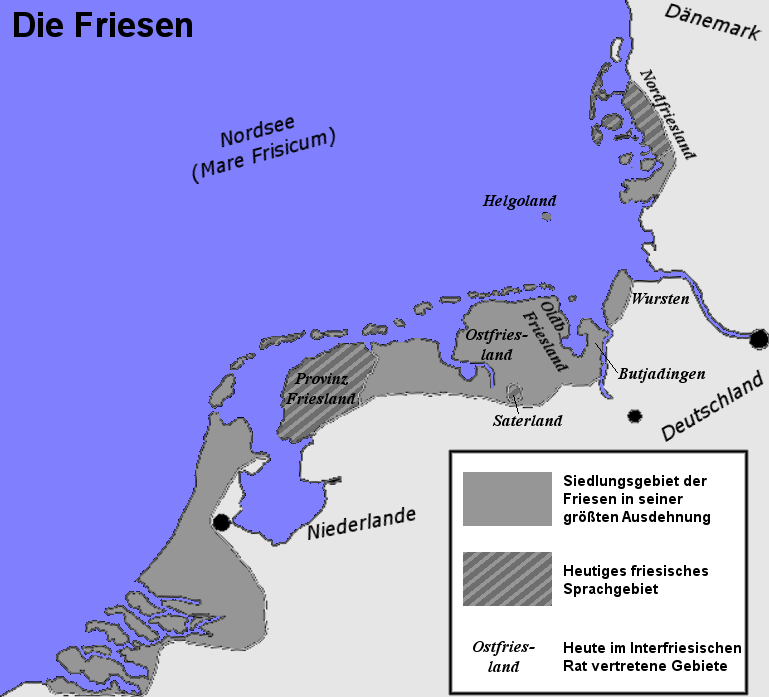
Historisches Siedlungsgebiet der Friesen

Der Begriff Nordwestdeutschland verweist auf die Stammesgebiete der germanischen Volksstämme der Sachsen und Friesen im frühen Mittelalter. Nicht mitgemeint ist der Westteil dieses Gebiets, da er in den Niederlanden liegt. Legt man das Kriterium „Wohngebiete der Sachsen und der Friesen“ zugrunde, dann gehören zu Nordwestdeutschland fast ganz Niedersachsen (mit Ausnahme des Wendlands), der westfälische Teil von Nordrhein-Westfalen, der ostfälische Teil von Sachsen-Anhalt sowie Hamburg und der westlich des Limes Saxoniae gelegene Teil Schleswig-Holsteins. Dann würde der Norden Deutschlands in einen nordwestlichen und einen nordöstlichen Teil getrennt, und zwar in eine Hälfte, die im frühen Mittelalter von Germanen bewohnt wurde, und in eine damals von Slawen bewohnte Hälfte.
Dem genannten Kriterium folgt beispielsweise ein Buch mit dem Titel „Pfarrhäuser in Nordwestdeutschland“ das Pfarrhäuser zwischen dem Siegerland bzw. Wittgensteiner Land einerseits und der Lüneburger Heide andererseits beschreibt.
Die Aufteilung Schleswig-Holsteins auf Nordwest- und Nordostdeutschland ist aber eher unüblich. Im allgemeinen Sprachgebrauch werden Schleswig-Holstein und Hamburg meist nur als „norddeutsch“ bezeichnet.

### Kriterium Sprache

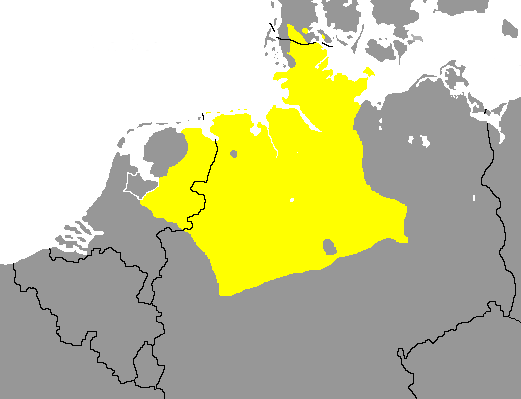
Verbreitungsgebiet der niedersächsischen Sprache

Nordwestdeutschland ist das Herkunftsgebiet der niedersächsischen, der nordfriesischen und saterfriesischen Sprache. Da die Menschen in Nordostdeutschland überwiegend Nachfahren von Deutschen und Slawen sind, weist ihre Variante der niederdeutschen Sprache, das Ostniederdeutsche, Merkmale auf, die vom Sprachgebrauch in Nordwestdeutschland (im Sinne des ehemaligen Stammesgebietes der Sachsen) abweichen.

### Kriterium Zugehörigkeit zum historischen Westfalen

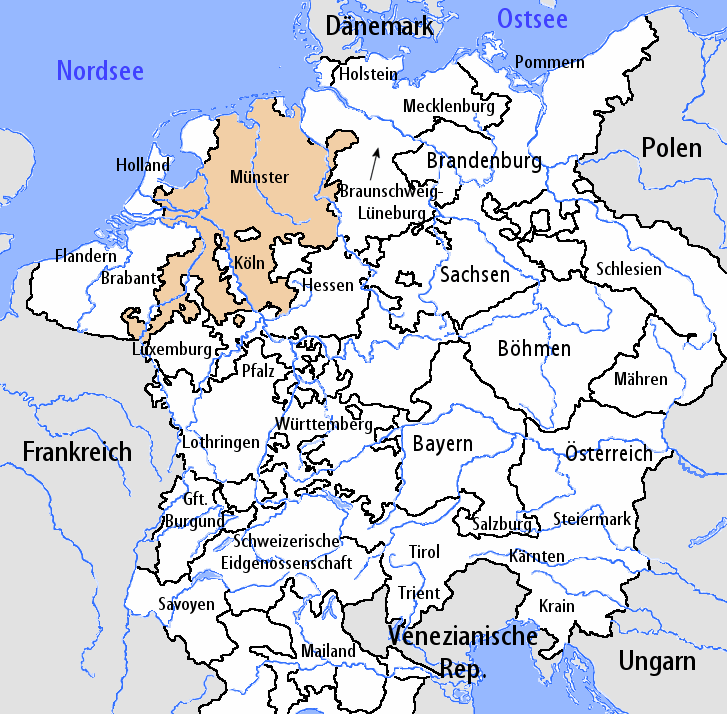
Lage des (in Braun eingefärbten) Niederrheinisch-westfälischen Reichskreises

Der westlichste Stamm der Sachsen waren die Westfalen. Charakteristisch für eine Verwendung des Begriffs Nordwestdeutschland ist die Orientierung an der Bedeutung des Begriffs Westfalen im Sinne des Niederrheinisch-Westfälischen Reichskreises des Heiligen Römischen Reiches während der Renaissancezeit. Dieser dehnte sich bis zur Nordsee aus, war aber vom Niedersächsischen Reichskreis getrennt. Nach diesem Kriterium gehört der östlich der Weser gelegene Teil Niedersachsens weitgehend nicht zu Nordwestdeutschland. Eine andere Definition des Begriffs folgt der Lecoqschen Karte von Nordwestdeutschland aus der Napoleonischen Zeit (Wende 18./19. Jahrhundert). In diesem Sinne stellt der Begriff Nordwestdeutschland oft eine Abgrenzung von den östlich anschließenden Gebieten dar, in denen seit Jahrhunderten welfische Fürsten die Herrschaft innehatten.
Im Sinne dieser Konzeption eines historischen, die heutigen Landesgrenzen überschreitenden, sich auf ganz Nordwestdeutschland beziehenden, die Welfengebiete ausschließenden Westfalenbegriffs fand 1993 und 1994 eine Ausstellung mit dem zunächst paradox klingenden Titel „Westfalen in Niedersachsen“ in Münster und in Bad Iburg statt. Auch der Einbezug des „südöstlichen Lippe“ verweist auf das Westfalen der Zeit um 1500, da das ehemalige Fürstentum Lippe heute nicht mehr als Teil Westfalens gilt.

### Sonstige Abgrenzungen
Während der Verweis auf das Westfalen der Reformationszeit das enge Verständnis von Nordwestdeutschland erweitert, wird der Raum durch die Charakterisierung als „frühe Kernlande der Reformation“ eingeengt, indem sogar der überwiegend katholische Süden des ehemaligen Regierungsbezirks Weser-Ems aus diesem Verständnis von Nordwestdeutschland ausgegrenzt wird, das demzufolge nur aus Ostfriesland, dem Stammgebiet des ehemaligen Herzogtums Oldenburg sowie Bremen und Umgebung besteht.
Dem „Nordwestdeutschen Forstverein“ gehören Forsten in den Ländern Niedersachsen, Bremen, Hamburg und Schleswig-Holstein an.